# Позднякова, Анастасия Платоновна
Анастасия Платоновна Позднякова (1909—1978) — главный врач детской больницы города Черемхово Иркутской области, Герой Социалистического Труда (1969).

## Биография
Родилась в 1909 году в городе Тулун Иркутской области в семье железнодорожника.
В 1911 году семья переехала в город Черемхово.
В 1931 году — окончила Иркутский медицинский институт, затем работала врачом-педиатром женско-детской консультации в Черемхове, была единственным в городе педиатром.
При открытии детского отделения городской Центральной больницы возглавила его, а в 1965 году стала главным врачом открывшейся детской больницы.
Указом Президиума Верховного Совета СССР от 4 февраля 1969 года за большие заслуги в области охраны здоровья советского народа Поздняковой Анастасии Платоновне присвоено звание Героя Социалистического Труда с вручением ордена Ленина и золотой медали «Серп и Молот».
Умерла 27 марта 1978 года.
В 2007 году на здании детской больницы Черемхова, где долгие годы она трудилась, была установлена мемориальная доска.

## Награды
- Герой Социалистического Труда (1969)
- Орден Ленина (1969)
- Орден «Знак Почёта» (1953)
- Медаль «За трудовую доблесть» (1951)
- медали